# Flyers de Dayton
Les Flyers de Dayton sont un club omnisports universitaire de l'Université de Dayton, à Dayton dans l'Ohio. Les équipes des Flyers participent aux compétitions universitaires organisées par la National Collegiate Athletic Association. La plupart des équipes de l'école évoluent au sein de la Atlantic Ten Conference, notamment les sections masculines et féminines de basket-ball. les équipes évoluant dans d'autres conférences sont l'équipe de football américain qui évolue dans la Pioneer Football League et l'équipe de golf féminin qui fait partie de la Colonial Athletic Association.

## Basket-ball

### Histoire

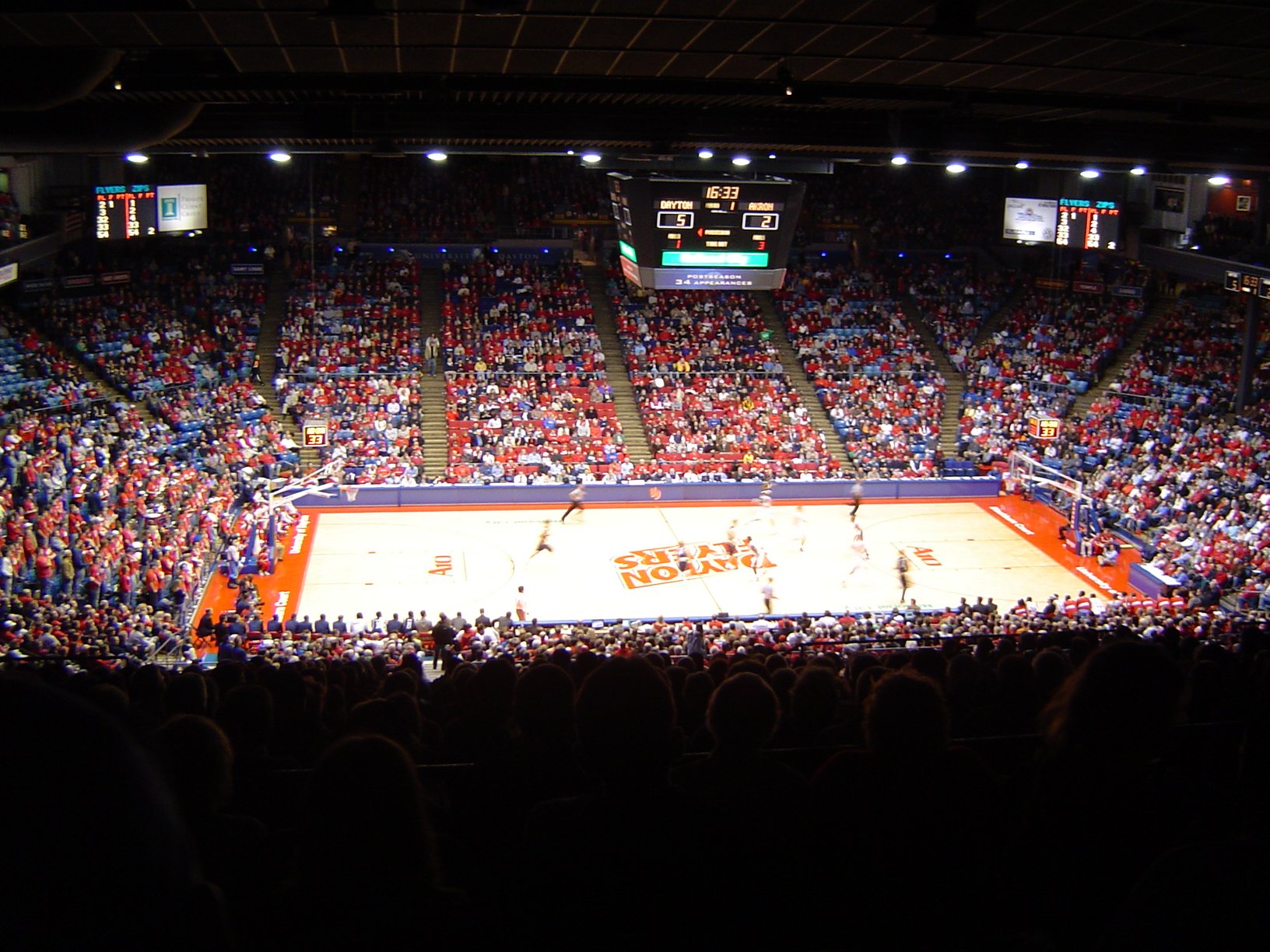
University of Dayton Arena

L'équipe de basket-ball, qui existe depuis 1903, doit attendre l'arrivée de Tom Blackburn comme entraîneur pour connaitre ses premiers bons résultats. En 1951 et 1952, l'équipe perd en finale du National Invitation Tournament. Cette même année, Dayton dispute pour la première fois le tournoi de la NCAA, s'inclinant au premier tour face au Fighting Illini de l'Illinois. En 1955, 1956 et 1958, Dayton dispute de nouveau la finale du National Invitation Tournament avant de l'emporter en 1962 face au Red Storm de St. John's.
Avec le décès de Tom Blackburn, le poste d'entraîneur est occupé par Don Donoher. Dès sa première saison, l'équipe retrouve le tournoi NCAA, s'inclinant au deuxième tour face aux Wolverines du Michigan. L'année suivante, elle dispute de nouveau le deuxième tour, avec une défaite face aux Hilltoppers de Western Kentucky. En 1967, l'école atteint pour la première fois de son histoire le Final Four du tournoi NCAA, s'inclinant en finale face aux Bruins d'UCLA où évolue Lew Alcindor, futur Kareem Abdul-Jabbar. En 1968, Dayton remporte le deuxième National Invitation Tournament de son histoire en s'imposant face aux Jayhawks du Kansas sur le score de 61 à 48. Les deux saisons suivantes, Dayton s'incline au premier tour du championnat NCAA, face aux Rams de Colorado State en 1969 puis aux Cougars de Houston. Dayton doit attendre 1974 pour retrouver le tournoi de la NCAA, s'inclinant au deuxième tour face aux Bruins d'UCLA. Après vingt-cinq saisons à la tête de l'école, Donoher est démis de son poste en 1989. Il est alors l'entraîneur comptant le plus de victoires dans l'histoire de l'école avec un bilan de 437 victoires pour 275 défaites. C'est Jim O'Brien qui lui succède. Celui-ci conduit son équipe au deuxième tour du tournoi NCAA lors de sa première saison, Les Flyers s'inclinant face aux Razorbacks de l'Arkansas.
Oliver Purnell succède à Jim O'Brien en 1994. Sous sa direction, l'équipe atteint à deux reprises le tournoi de la NCAA, en 2000, défaite au premier tour face à Boilermakers de Purdue puis en 2003, défaite au premier tour face à Golden Hurricane de Tulsa. À l'issue de cette saison, il accepte un contrat en faveur de Clemson et il est remplacé par Brian Gregory. Les Flyers disputent de nouveau le premier tour du tournoi NCAA lors de sa première saison, défaite face aux Blue Demons de DePaul. Après une nouvelle participation au tournoi NCAA, défaite au deuxième tour face aux Jayhawks du Kansas, Dayton remporte sa troisième victoire au National Invitation Tournament en s'imposant face aux Tar Heels de la Caroline du Nord.

### Joueurs célèbres
Six joueurs de l'école reçoivent une sélection dans les Consensus All-America : Alphonse Schumacher, en 1912 et 1913, Don Meineke en 1952, Bill Uhl en 1956, Don May, en 1967 et 1968, Jim Paxson en 1979 et Obi Toppin en 2020. Obi Toppin était le joueur national de l'année par consensus en 2020.

## Football américain
Les Flyers jouent dans le stade de Welcome Stadium d'une capacité de 11 000 personnes.